# Inu-Oh
Inu-Oh (Inu-ō) è un film d'animazione del 2021 diretto da Masaaki Yuasa.
Adattamento cinematografico di un saggio di Hideo Furukawa, prende spunto da una figura del teatro Sarugaku realmente esistita nel periodo Muromachi.

## Trama
Nel XI secolo la sanguinosa guerra civile tra i clan egemoni nel nord e nel sud del regno, i Genji e gli Heike, ha visto prevalere i primi, mentre i secondi vengono marginalizzati. Trecento anni dopo le storie degli Heike sono tramandate solo dai suonatori di biwa e dalle rappresentazioni nō. Il giovane Tomona viene incaricato assieme al padre da due emissari giunti da Kyoto di recuperare un misterioso artefatto dal fondale marino. Il tesoro si rivela essere una spada Heike che però, una volta sguainata, uccide il padre e acceca il ragazzo. Egli inizierà a vagare per il regno per avere delle risposte su quanto accadutogli, diventando un promettente monaco suonatore di biwa, e nella capitale incontra Inu-oh, un essere dall'aspetto mostruoso nato in una famiglia di teatranti. I due stringono amicizia grazie al fatto che la cecità dell'uno non fa percepire le deformità dell'altro, e formano un sodalizio artistico attraverso l'abilità musicale del bonzo e la capacità sovrumana nella danza di Inu-oh. Grazie alle rispettive arti e ai racconti degli spiriti inquieti degli Heike defunti a loro visibili, i due rivoluzionano la tradizione musicale del Paese, stravolgendo il repertorio del canone Heike. Sia Tomona che Inu-oh possiedono la capacità di vedere e sentire gli spiriti, percependone molti che sono bloccati sulla terra, vagando senza pace e che non possono raggiungere l'aldilà. Ascoltando ciò che gli spiriti hanno da raccontare, Inu-oh e Tomona cantano le loro storie ai loro concerti. A ogni storia conclusa, una parte del corpo di Inu-oh torna umana, presumendo che egli sia vittima di una maledizione. Tramite i loro concerti essi scoprono che Inu-oh è stato maledetto proprio da suo padre, quando era ancora nel grembo materno: vent'anni prima, il padre di Inu-oh bramava di diventare l'artista più celebre del mondo, per fare questo aveva bisogno di tutte le storie anche quelle che sono state dimenticate dal Giappone. Questo attirò un demone chiuso in una maschera segregato in un tempio che gli offrì di raccontargli storie speciali dimenticate da secoli, in cambio il padre di Inu-oh uccise ogni suonatore di biwa, impadronendosi delle loro storie. Non soddisfatto, la sua avidità lo spinse a offrire il suo stesso figlio al demone, così facendo Inu-oh nacque con orribili deformità. Al loro ultimo concerto, dov'era presente anche lo Shogun, essi raccontano l'ultima storia e così facendo Inu-oh ritorna completamente umano. Il padre di Inu-oh furibondo accusa che doveva essere lui quello famoso sul palco a raccontare storie, ordinando al demone di ucciderlo. Il demone furioso poiché egli vuole che uccida lo stesso figlio che gli ha dato in sacrificio, lo punisce facendolo esplodere. Con l'ultimo concerto, lo shogun ritiene il loro metodo innovativo di raccontare e suonare storie pericoloso e poco consono per i classici suonatori di biwa, sciogliendo forzatamente il loro gruppo. Tomona rifiuta di sottomettersi e nonostante gli siano rotte le gambe continua a cantare e a decretare la verità, venendo infine decapitato davanti a tutti i presenti. Inu-oh con cuore dolente si sottomette allo shogun, ma sarà ricordato per avere scritto molte altre storie. Tomona nonostante sia morto diventa uno spirito errante e continua a suonare le canzoni sue e del suo amico nel luogo dov'era stato ucciso. Il tempo passa fino ad arrivare ai giorni nostri. Inu-oh diventato anch'egli uno spirito ritrova finalmente il suo amico Tomona, ammettendo che era da seicento anni che lo stava cercando poiché Tomona si era fatto chiamare con un nome diverso. Tomona libero dal limbo in cui era finito è felice di avere ritrovato il suo amico e insieme iniziano a suonare e ballare insieme.

## Promozione
Il trailer è stato diffuso online il 27 luglio 2021.

## Distribuzione
Il film è stato presentato in anteprima il 9 settembre 2021 nella sezione Orizzonti della 78ª Mostra internazionale d'arte cinematografica di Venezia. È stato distribuito nelle sale cinematografiche giapponesi da Aniplex ed Asmik Ace Entertainment il 28 maggio 2022, mentre nei cinema italiani dal 12 ottobre 2023.

## Riconoscimenti
- 2023 – Golden Globe
  - Candidatura per il miglior film d'animazione a Masaaki Yuasa
- 2021 – Mostra internazionale d'arte cinematografica[3]
  - In concorso (Orizzonti)